# Eudynamys
Eudynamys – rodzaj ptaków z podrodziny kukułek (Cuculinae) w rodzinie kukułkowatych (Cuculidae).

## Zasięg występowania
Rodzaj obejmuje gatunki występujące w orientalnej Azji i Australazji.

## Morfologia
Długość ciała 39–46 cm; masa ciała samców 133–340 g, samic 148–330 g.

## Systematyka

### Etymologia
Eudynamys (Dynamene, Eudynamis, Eudinamys): gr. ευ eu „dobry, świetny”; δυναμις dunamis „siła, moc” (por. ευδυναμος eudunamos „potężny”).

### Podział systematyczny
Do rodzaju należą następujące gatunki:
- Eudynamys scolopaceus (Linnaeus, 1758) – kukiel wielki
- Eudynamys melanorhynchus S. Müller, 1843 – kukiel czarnodzioby
- Eudynamys orientalis (Linnaeus, 1766) – kukiel pacyficzny